# Мендес, Кевин
Ала́н Ке́вин Ме́ндес Оливе́ра (исп. Alán Kevin Méndez Olivera; родился 10 января 1996 года, Тринидад) — уругвайский футболист, полузащитник.

## Биография

### Клубная карьера
Мендес — воспитанник клуба «Пеньяроль». В 2015 году после молодёжного чемпионата мира он подписал контракт с итальянской «Ромой». В том же году для получения игровой практики Кевин на правах аренды перешёл в «Перуджу», но так и не смог дебютировать в её составе. В начале 2016 года он вновь был отдан в аренду, его новой командой стала швейцарская «Лозанна». 14 февраля в матче против «Волена» Мендес дебютировал в Челлендж-лиге. В этом же поединке Кевин забил свой первый гол за «Лозанну». По итогам сезона он помог клубу выйти в элиту. 24 июля в матче против «Грассхоппера» Кевин дебютировал в швейцарской Суперлиге.
Летом 2017 года Мендес на правах аренды перешёл в «Витербезе». 27 августа в матче против «Прато» он дебютировал за новый клуб. 17 декабря в поединке против «Понтедеры» Кевин забил свой первый гол за «Ватербезе».
17 июля 2018 года Мендес подписал контракт с львовскими «Карпатами». 12 августа в матче против луганской «Зари» он дебютировал в украинской Премьер-лиге.
В 2020—2022 годах выступал за «Дефенсор Спортинг».
В июле 2022 года вернулся в «Пеньяроль». Дебютировал за родную команду 1 августа в матче 1 тура Клаусуры чемпионата Уругвая, в котором «Пеньяроль» на своём поле уступил «Фениксу» со счётом 0:1.

### Международная карьера
В 2013 году Менедес в составе юношеской сборной Уругвая принял участие в юношеском чемпионате Южной Америки в Аргентине. На турнире он сыграл в матчах против Боливии, Аргентины, Парагвая, Венесуэлы, а также дважды против Бразилии и Перу. В поединках против боливийцев, перуанцев, бразильцев и аргентинцев Кевин забил по голу. В том же году Мендес принял участие в юношеском чемпионате мира в ОАЭ. На турнире он сыграл в матчах против команд Словакии, Нигерии, Новой Зеландии, Кот-д’Ивуара и Италии. В поединках против словаков и новозеландцев Кевин забил по голу.
Летом 2015 года Мендес принял участие в молодёжном чемпионате мира в Новой Зеландии. На турнире он сыграл в матчах против Мексики и сборных Сербии.